# 天ヶ瀬森林公園
天ヶ瀬森林公園（あまがせ しんりんこうえん）は、京都府宇治市にある面積約90 haの森林公園。天ヶ瀬ダムの右岸（宇治川の東側）、標高365 mの槇尾山（）の山腹に京都府と宇治市が約3年かけて整備した。自然林の中に、花の咲く木、紅葉する木、実のなる木など約40種12,000本を植栽し、野鳥観察、自然探索、ハイキングなどが行えるようになっている。展望台からは天ヶ瀬ダムや鳳凰湖（ダム湖）を見下ろすことが出来る。

## 概要
宇治橋から3kmほど上流にある、天ヶ瀬ダムとダム湖（通称：鳳凰湖）の周辺に広がる森林区域は、琵琶湖国定公園特別地区や風致地区（宇治風致地区）に指定されている。天ヶ瀬森林公園はこの森林区域内にあり、京都府が1985年度（昭和60年度）から1987年度（昭和62年度）にかけて「生活環境保全林整備事業」によって治山ダム等の防災施設の設置や森林整備、歩道開設等の整備を行い、1988年（昭和63年）4月24日にオープンした。
約90 haの宇治市有林に約5,600 mの歩道、散策道などと東屋などを設置している。自然林のうち、約35 haを改良して四季折々の花の咲く木、紅葉する木、実のなる木など約40種類12,000本を植栽している。その後、宇治市が作業小屋や展望台等を設置して現在に至る。
なお、2012年（平成24年）8月の豪雨、および2018年（平成30年）の平成30年7月豪雨で天ヶ瀬森林公園内の一部で崩落が発生して被災したため、散策道の「こもれびの道」を通行止めにしているほか、仙郷山（）2号林道を含む北東部一帯を閉鎖している。

## 主要施設
- 公園入口・憩の広場・トイレ（標高約130 m）
- 大屋根休憩所・トイレ（標高約170 m）
- 馬の背展望台（標高約190 m）
- 野鳥観察小屋
- 槇尾山展望台（標高約330 m）
- 槇尾山（）林道（林道槇尾山線：延長1,150.0 m）
- 仙郷山（）2号林道（林道仙郷山2号線：延長3,120.0 m）

## 利用情報
- 開園時間は通年24時間
- 入場無料
- 天ヶ瀬ダムの見学時間帯（通年8時から16時45分）[7]は、ダム堤頂通路北端より公園入口にアクセスすることが出来る。

## 禁止事項
宇治市天ケ瀬森林公園条例施行規則（昭和63年3月31日規則第10号）第2条により、以下の事項は禁止されている（ただし、第2号から第6号の場合において、学術上又は公益上必要があると認められるときを除く）。
1. 施設及び設備を損傷し、又は汚損すること。
2. 植物を伐採し、又は採取すること。
3. 土石類を採取すること。
4. 鳥獣及び昆虫を捕獲し、又は殺傷すること。
5. 火気を使用すること。
6. 貼紙若しくは貼札をし、又は広告を表示すること。
7. 危険物を持ち込むこと。
8. 指定場所以外へごみを捨てること。
9. 前各号に掲げるもののほか、森林公園の管理に支障を及ぼすこと。

## アクセス
- 宇治橋から天ヶ瀬ダムの堤頂道路経由で徒歩約4 km（約1時間）
- 宇治市道山王仙郷谷線（白虹橋経由）または宇治市道宇治志津川線で林道仙郷山線を経由して公園入口まで車で約15分。

## ギャラリー

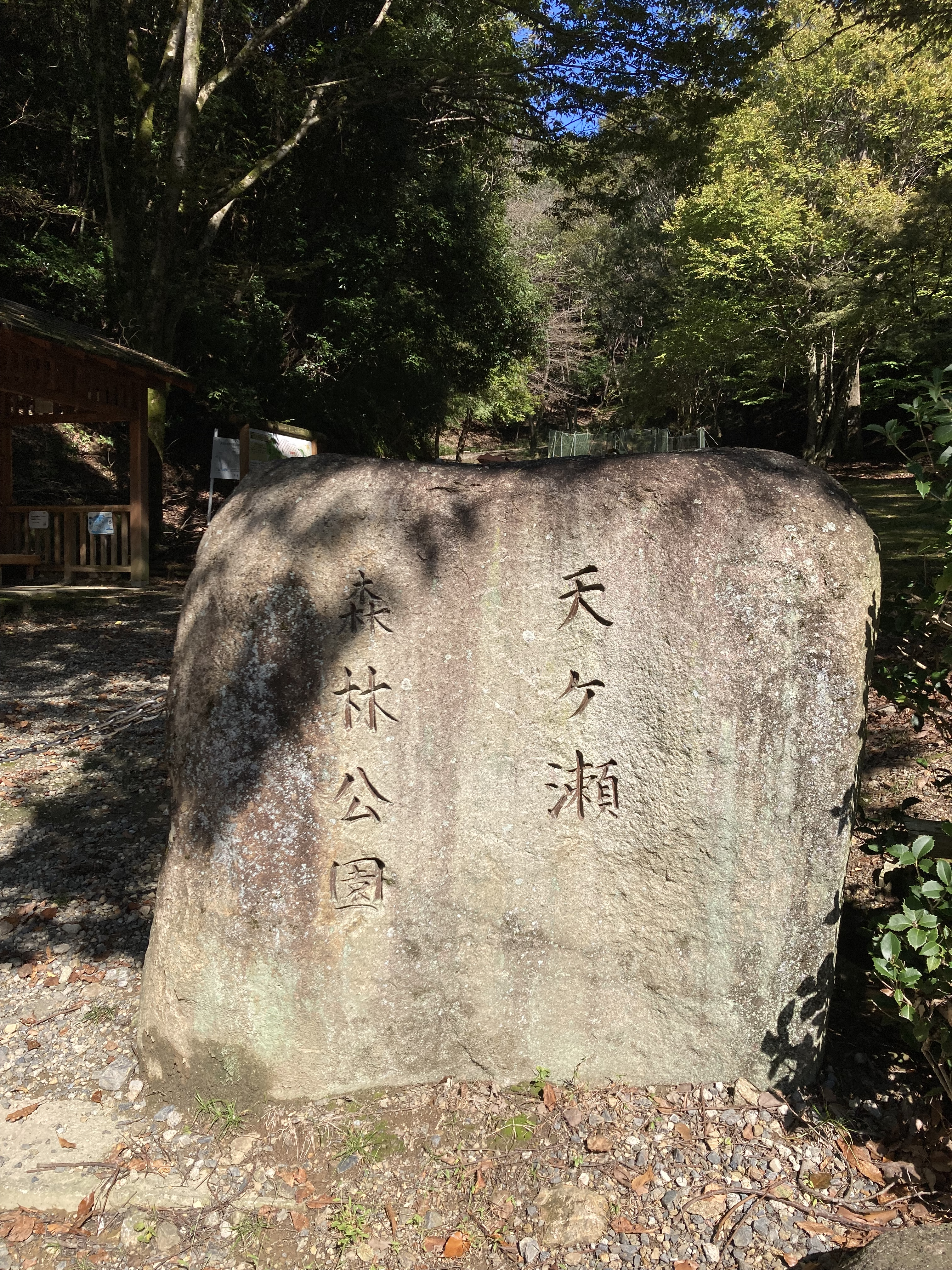
入口にある公園名を記した石碑
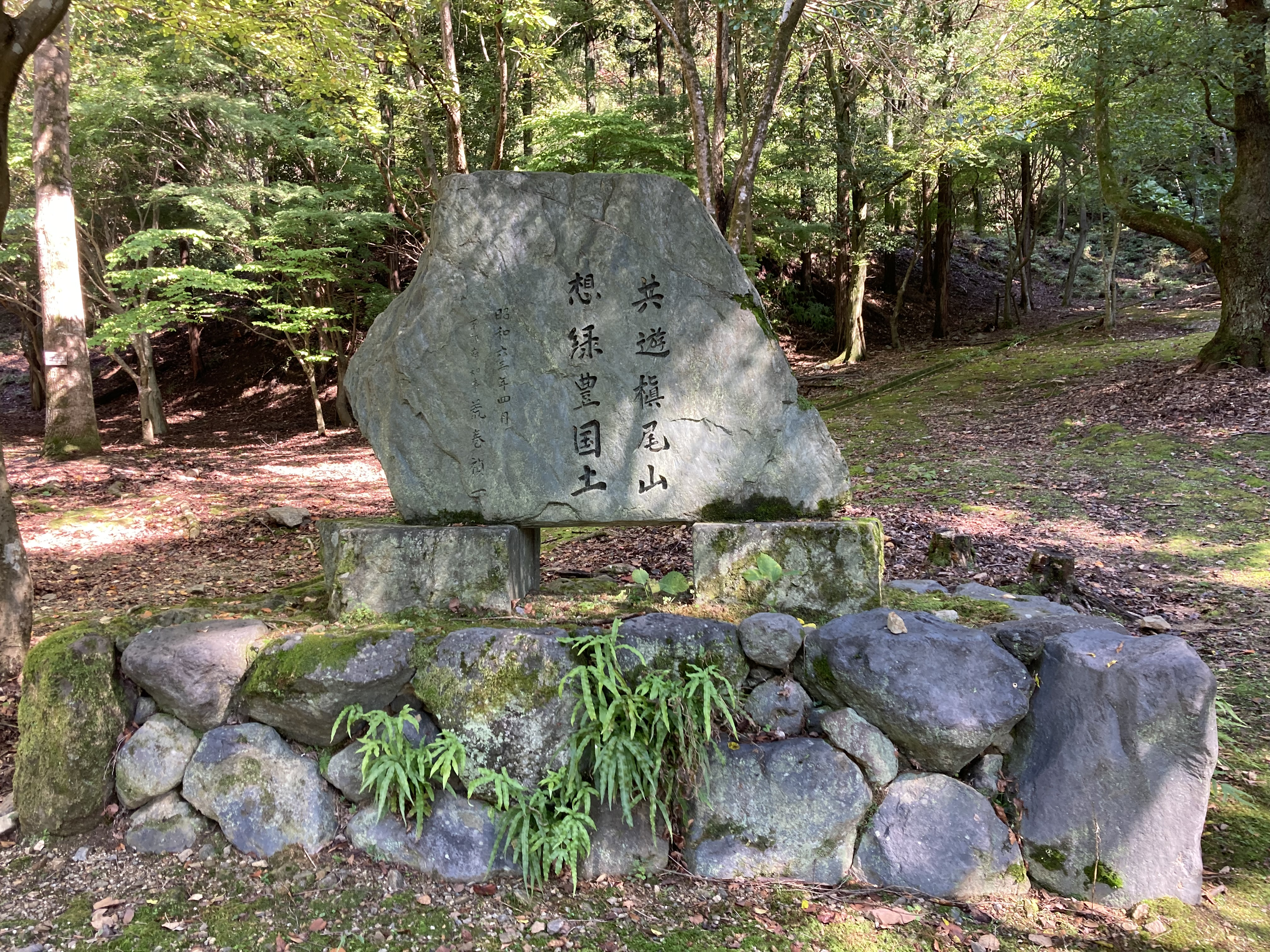
憩の広場にある石碑。揮毫は京都府知事荒巻禎一による。